# Gitoyen
Cet article possède un paronyme, voir Citoyen.
Gitoyen est une association loi de 1901 regroupant plusieurs entreprises et associations intervenant comme fournisseur d’infrastructure d’hébergement et d’accès à Internet.
Ses fondateurs souhaitaient, en 2001, pouvoir peser plus ensemble qu'individuellement, afin de faire baisser les coûts (alors importants) d'accès aux infrastructures réseau Internet pour de petites sociétés ou associations. 
Le GIE Gitoyen est à l'origine du point d'échange inter-opérateur POUIX, ce qui donna naissance à l'intérieur de la structure, à la volonté de développer la collaboration entre petits opérateurs et le développement d'une architecture de routage d'opérateur basée sur des logiciels libres.

## Historique
Gitoyen est créé en février 2001 sous la forme d'un groupement d'intérêts économiques par ses membres fondateurs FDN, Gandi, Placenet, Netaktiv et Globenet. C'est une initiative inédite en France : la création d'un opérateur télécom indépendant et non marchand,,.
En janvier 2008, Gitoyen dispose d'un fournisseur de transit capable de fournir de l'IPv6. En janvier 2012, Gitoyen devient une association loi de 1901.

## Objectif
Gitoyen veut permettre à ses membres d'accéder à Internet aux prix les plus bas possibles, ce qui implique de se regrouper pour acheter de la connectivité nationale et internationale. Gitoyen est donc un opérateur de télécommunications pour ses membres.
« Il s'agit de fournir une offre alternative dans un but non marchand et un cadre principalement citoyen, associatif et social ».

## Moyens
Gitoyen est un registre internet local membre du RIPE NCC, il dispose ainsi de son propre bloc d'adresses IP, de numéros de système autonome (AS) pour pouvoir échanger ses routes avec d’autres opérateurs, et de ses propres baies dans des centres d’hébergement neutres. Pour la mise en œuvre de son infrastructure, il utilise des logiciels libres, pour la bureautique comme pour le routage.

## Membres
Le GIE Gitoyen regroupe en janvier 2009 les sociétés Altern (société de Valentin Lacambre), Cursys (société de Laurent Chemla), Linagora (qui a racheté Netaktiv), ainsi que les associations FDN et Globenet). 
Les membres de l'association Gitoyen sont, à ce jour (Juillet 2018) :
- Altern, la société de Valentin Lacambre.
- FDN, Association fournisseur d'accès à Internet depuis 1992.
- Franciliens.net, Association fournisseur d'accès à Internet en Ile-de-France.
- Globenet, L'hébergeur historique des ONG, créateur du projet No-Log.
- Grenode, Association très semblable à Gitoyen (Opérateur réseau associatif), basée à Grenoble.
- Grifon, Association fournisseur d'accès à Internet à Rennes.
- Hadoly, Hadoly est un hébergeur associatif, militant et local, à Lyon.
- Ilico, Association fournisseur d'accès à Internet en Corrèze.
- Lorraine Data Network, Association fournisseur d'accès à Internet depuis 2010 (basé en Lorraine).
- L'autre.net, Hébergeur associatif autogéré depuis 2001.
- Midways-Network, Association fournisseur d'accès à Internet à Belfort.
- MilkyWan, Réseau associatif, expérimental, avec l'idée de combiner FAI, transitaire et hébergeur.
- Mycélium, Association fournisseur d'accès dans la région Lilloise.
- Neutrinet, Association fournisseur d'accès à Internet en Belgique.
- Rézine, Association fournisseur d'accès à Internet en région grenobloise.
- Rhizome, Association fournisseur d'accès à Internet sur la ville de Compiègne (60).
- Tetaneutral.net, Association fournisseur d'accès à Internet à Toulouse.
- Wunner Datentechnik, la société de Lukas Wunner.

## Autres sources
- 01net Gandi investit ses bénéfices dans le Net alternatif
- Le Monde gandi, altern, gitoyen,
- Clubic clubic.com - 2015 - Loi renseignement : Altern.org déménage en Norvège